# Nederlandse kampioenschappen atletiek 1981
In 1981 werden de Nederlandse kampioenschappen atletiek gehouden op 8 en 9 augustus op de nieuwe kunststofbaan in Utrecht-Overvecht. De organisatie lag in handen van de Commissie EJKU ’81, die ook verantwoordelijk was voor de organisatie van de Europese jeugdkampioenschappen op dezelfde baan, enkele weken later.
De titelstrijd kenmerkte zich door middelmatige prestaties, waarbij de vrouwen in verhouding iets beter presteerden dan de mannen. Er werd in het hele weekend slechts één nationaal record verbeterd: bij het speerwerpen bracht Bert Smit het jeugdrecord van 70,00 m op 70,70 m.
Op de 1500 m bij de mannen deed zich een merkwaardig incident voor, waarin Joost Borm ongewild een hoofdrol speelde. In de serie op zaterdag was hij namelijk ten val gebracht door Stijn Jaspers. Het protest dat hierop tegen Jaspers werd ingediend, kon echter pas in behandeling worden genomen na afloop van de finale op zondag, doordat de te bestuderen videoband niet eerder beschikbaar was. Toen vervolgens de band nauwgezet was bekeken, besloot de scheidsrechter de totale uitslag van de inmiddels gelopen finale ongeldig te verklaren.
De 10.000 m vond plaats op 15 september 1981 in het stadion Overvecht in Utrecht. Bij die gelegenheid slaagde Carla Beurskens erin om het nationale record van Marja Wokke van 33.28,9 te verbeteren tot 33.23,5.
Eerder had daar op 6 september ook de voor het eerst op een NK door vrouwen gelopen 5000 m plaatsgevonden. 

## Uitslagen

### 100 m
| rang   | atleet             | prestatie |
| ------ | ------------------ | --------- |
| Goud   | Ed Pireau          | 10,81 s   |
| Zilver | Henk Brouwer       | 10,81 s   |
| Brons  | Raymond Heerenveen | 10,87 s   |

| rang   | atlete           | prestatie           |
| ------ | ---------------- | ------------------- |
| Goud   | Els Vader        | 11,36 s (+ 2,1 m/s) |
| Zilver | Nelli Cooman     | 11,75 s (+ 2,1 m/s) |
| Brons  | Marjan Olyslager | 11,86 s (+ 2,1 m/s) |

### 200 m
| rang   | atleet             | prestatie |
| ------ | ------------------ | --------- |
| Goud   | Henk Brouwer       | 21,63 s   |
| Zilver | Raymond Heerenveen | 21,65 s   |
| Brons  | Koen Gijsbers      | 21,76 s   |

| rang   | atlete           | prestatie |
| ------ | ---------------- | --------- |
| Goud   | Els Vader        | 23,23 s   |
| Zilver | Tilly Verhoef    | 23,92 s   |
| Brons  | Marjan Olyslager | 24,35 s   |

### 400 m
| rang   | atleet            | prestatie |
| ------ | ----------------- | --------- |
| Goud   | Koen Gijsbers     | 46,40 s   |
| Zilver | Marcel Klarenbeek | 46,79 s   |
| Brons  | Berend Seinen     | 47,94 s   |

| rang   | atlete          | prestatie |
| ------ | --------------- | --------- |
| Goud   | Tilly Verhoef   | 52,82 s   |
| Zilver | Liliane Mandema | 54,05 s   |
| Brons  | Ingrid Stoot    | 54,52 s   |

### 800 m
| rang   | atleet            | prestatie |
| ------ | ----------------- | --------- |
| Goud   | Arno Körmeling    | 1.49,27   |
| Zilver | Erik van Amstel   | 1.50,51   |
| Brons  | Ronaldo Mercelina | 1.50,57   |

| rang   | atlete         | prestatie |
| ------ | -------------- | --------- |
| Goud   | Elly van Hulst | 2.04,18   |
| Zilver | Saskia Brouwer | 2.05,04   |
| Brons  | Ali Monsma     | 2.05,54   |

### 1500 m
| rang   | atleet | prestatie |
| ------ | ------ | --------- |
| Goud   |        |           |
| Zilver |        |           |
| Brons  |        |           |

| rang   | atlete         | prestatie |
| ------ | -------------- | --------- |
| Goud   | Elly van Hulst | 4.19,17   |
| Zilver | Saskia Brouwer | 4.22,85   |
| Brons  | Wilma Rusman   | 4.23,92   |

 * Finale ongeldig verklaard na een protest vanwege een valpartij, dat pas na afloop van de gelopen finale kon worden beoordeeld.

### 3000 m
| rang   | atlete          | prestatie |
| ------ | --------------- | --------- |
| Goud   | Carla Beurskens | 9.18,53   |
| Zilver | Wilma Rusman    | 9.36,44   |
| Brons  | Tineke Kluft    | 9.36,48   |

### 5000 m[1]
| rang   | atleet           | prestatie |
| ------ | ---------------- | --------- |
| Goud   | Klaas Lok        | 14.08,99  |
| Zilver | Cor Lambregts    | 14.10,91  |
| Brons  | Armando Houtveen | 14.14,65  |

| rang   | atlete          | prestatie |
| ------ | --------------- | --------- |
| Goud   | Carla Beurskens | 16.06,4   |
| Zilver | Brigit de Nijs  | 17.17,2   |
| Brons  | Ann Rindt       | 17.29,4   |

### 10.000 m[2]
| rang   | atleet        | prestatie |
| ------ | ------------- | --------- |
| Goud   | Cor Lambregts | 28.47,5   |
| Zilver | Klaas Lok     | 28.55,6   |
| Brons  | Henk Mentink  | 30.00,0   |

| rang   | atlete          | prestatie |
| ------ | --------------- | --------- |
| Goud   | Carla Beurskens | 33.23,5   |
| Zilver | Brigit de Nijs  | 35.52,3   |
| Brons  | Ann Rindt       | 36.00,8   |

### 110 m horden/100 m horden
| rang   | atleet          | prestatie |
| ------ | --------------- | --------- |
| Goud   | Paul Wijnbergen | 14,66 s   |
| Zilver | Harry Schulting | 14,75 s   |
| Brons  | Ysbrand Visser  | 14,79 s   |

| rang   | atlete           | prestatie |
| ------ | ---------------- | --------- |
| Goud   | Marjan Olyslager | 13,52 s   |
| Zilver | Tineke Hidding   | 13,90 s   |
| Brons  | Sylvia Barlag    | 14,11 s   |

### 400 m horden
| rang   | atleet          | prestatie |
| ------ | --------------- | --------- |
| Goud   | Harry Schulting | 49,78 s   |
| Zilver | Hugo Pont       | 50,59 s   |
| Brons  | Hans Moinat     | 52,10 s   |

| rang   | atlete              | prestatie |
| ------ | ------------------- | --------- |
| Goud   | Olga Commandeur     | 58,81 s   |
| Zilver | Sjannie van der Ven | 61,57 s   |
| Brons  | Esther Schouten     | 61,58 s   |

### 3000 m steeple
| rang   | atleet         | prestatie |
| ------ | -------------- | --------- |
| Goud   | Hans Koeleman  | 8.33,28   |
| Zilver | Marti ten Kate | 8.45,64   |
| Brons  | Wim de Koning  | 9.04,06   |

### 20 km snelwandelen
| rang   | atleet                     | prestatie |
| ------ | -------------------------- | --------- |
| Goud   | Frank van Ravensberg       | 1:37.30,4 |
| Zilver | Dirk Maassen van den Brink | 1:40.35,5 |
| Brons  | Tjabel Ras                 | 1:42.48,1 |

### Verspringen
| rang   | atleet            | prestatie |
| ------ | ----------------- | --------- |
| Goud   | Jeroen Bronwasser | 7,21 m    |
| Zilver | Jeroen Ooievaar   | 7,19 m    |
| Brons  | Peter van Leeuwen | 7,15 m    |

| rang   | atlete           | prestatie     |
| ------ | ---------------- | ------------- |
| Goud   | Edine van Heezik | 6,45 m (+ rw) |
| Zilver | Tineke Hidding   | 6,12 m        |
| Brons  | Delia Valkenberg | 6,11 m        |

### Hink-stap-springen
| rang   | atleet            | prestatie |
| ------ | ----------------- | --------- |
| Goud   | Peter van Leeuwen | 15,51 m   |
| Zilver | Roy Sedoc         | 15,23 m   |
| Brons  | Eddy IJzerman     | 15,02 m   |

### Hoogspringen
| rang   | atleet           | prestatie |
| ------ | ---------------- | --------- |
| Goud   | René van Loon    | 2,12 m    |
| Zilver | Raymond de Vries | 2,06 m    |
| Brons  | Han de Milde     | 2,06 m    |

| rang   | atlete          | prestatie |
| ------ | --------------- | --------- |
| Goud   | Sylvia Barlag   | 1,78 m    |
| Zilver | Annemieke Bouma | 1,78 m    |
| Brons  | Rixt Meines     | 1,78 m    |

### Polsstokhoogspringen
| rang   | atleet             | prestatie |
| ------ | ------------------ | --------- |
| Goud   | Eltjo Schutter     | 4,80 m    |
| Zilver | Gijsbert de Ruiter | 4,70 m    |
| Brons  | Hans van der Pal   | 4,60 m    |

### Kogelstoten
| rang   | atleet        | prestatie |
| ------ | ------------- | --------- |
| Goud   | Erik de Bruin | 16,57 m   |
| Zilver | Rob Hermans   | 15,39 m   |
| Brons  | Nico Kriatkow | 15,36 m   |

| rang   | atlete      | prestatie |
| ------ | ----------- | --------- |
| Goud   | Ria Stalman | 14,64 m   |
| Zilver | ?           | ?         |
| Brons  | ?           | ?         |

### Discuswerpen
| rang   | atleet        | prestatie |
| ------ | ------------- | --------- |
| Goud   | Erik de Bruin | 52,52 m   |
| Zilver | Piet Meydam   | 49,88 m   |
| Brons  | Jan Diender   | 49,28 m   |

| rang   | atlete       | prestatie |
| ------ | ------------ | --------- |
| Goud   | Ria Stalman  | 58,46 m   |
| Zilver | Bea Wiarda   | 52,96 m   |
| Brons  | Isaline Hage | 49,76 m   |

### Speerwerpen
| rang   | atleet        | prestatie |
| ------ | ------------- | --------- |
| Goud   | Bert Smit     | 70,70 m   |
| Zilver | Rob Buntsma   | 69,76 m   |
| Brons  | Rik van Zeijl | 67,82 m   |

| rang   | atlete                 | prestatie |
| ------ | ---------------------- | --------- |
| Goud   | Lida Berkhout          | 49,38 m   |
| Zilver | Elly van Beuzekom-Lute | 46,82 m   |
| Brons  | Gerda Blokziel         | 45,50 m   |

### Kogelslingeren
| rang   | atleet           | prestatie |
| ------ | ---------------- | --------- |
| Goud   | Wil van Uythoven | 55,76 m   |
| Zilver | Peter van Noort  | 54,30 m   |
| Brons  | Rinus Schreuder  | 53,08 m   |

1904 · 
1908 · 
1909 · 
1910 · 
1911 · 
1912 · 
1913 · 
1914 · 
1915 · 
1917 · 
1918 · 
1919 · 
1920 · 
1921 · 
1922 · 
1923 · 
1924 · 
1925 · 
1926 · 
1927 · 
1928 · 
1929 · 
1930 · 
1931 · 
1932 · 
1933 · 
1934 · 
1935 · 
1936 · 
1937 · 
1938 · 
1939 · 
1940 · 
1941 · 
1942 · 
1943 · 
1944 · 
1946 · 
1947 · 
1948 · 
1949 · 
1950 · 
1951 · 
1952 · 
1953 · 
1954 · 
1955 · 
1956 · 
1957 · 
1958 · 
1959 · 
1960 · 
1961 · 
1962 · 
1963 · 
1964 · 
1965 · 
1966 · 
1967 · 
1968 · 
1969 · 
1970 · 
1971 · 
1972 · 
1973 · 
1974 · 
1975 · 
1976 · 
1977 · 
1978 · 
1979 · 
1980 · 
1981 · 
1982 · 
1983 · 
1984 · 
1985 · 
1986 · 
1987 · 
1988 · 
1989 · 
1990 · 
1991 · 
1992 · 
1993 · 
1994 · 
1995 · 
1996 · 
1997 · 
1998 · 
1999 · 
2000 · 
2001 · 
2002 · 
2003 · 
2004 · 
2005 · 
2006 · 
2007 · 
2008 · 
2009 · 
2010 · 
2011 · 
2012 · 
2013 · 
2014 · 
2015 · 
2016 ·
2017 ·
2018 ·
2019 ·
2020 ·
2021 ·
2022 ·
2023 ·
2024 ·
2025